# Cappella di Santa Giuliana Falconieri
La chiesa di Santa Giuliana Falconieri è una chiesa di Roma, nel quartiere Gianicolense, in piazza Francesco Cucchi.

## Storia e descrizione
Essa è dedicata alla santa fiorentina dell'ordine dei Servi di Maria canonizzata nel 1737 da papa Clemente XII. La chiesa è retta infatti dalle Suore dell'Addolorata Serve di Maria di Pisa, una delle 25 Congregazioni aggregate all'ordine dei Serviti.
L'edificio costruito nel XX secolo, si caratterizza per l'acceso color rosa dell'esterno, ripreso dal convento annesso e dai pilastri interni, che la suddividono in tre navate. 

Esternamente, la facciata è preceduta da un protiro, con timpano spezzato, ed è ornata dalla statua della Madonna, inserita in una nicchia. 

All'interno, l'edificio è illuminato da dieci grandi finestre. Nell'abside vi è l'affresco raffigurante la Deposizione, circondata dai sette santi fondatori dell'ordine dei Serviti, e la scultura dell'Annunciazione, opere di Lorenzo Ferri (1902-1975), autore anche della Via Crucis in maiolica dipinta.